# Plop tremurător

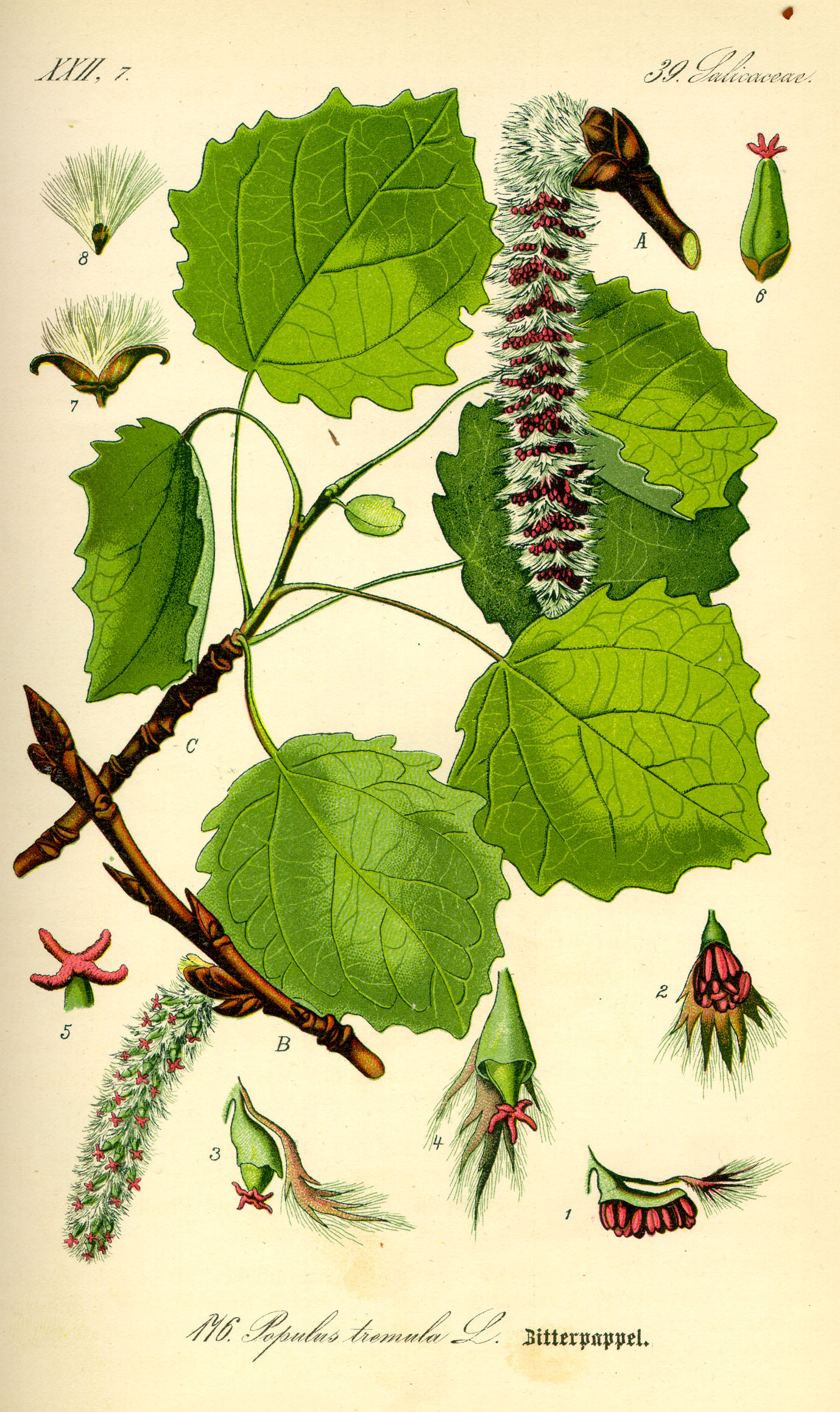
Plop tremurător

Plopul tremurător este un arbore, varianta europeană (Populus tremula), care face parte din genul taxonomic Populus. Mai există specia americană de plop tremurător (Populus tremuloides), sau specia înrudită (Populus grandidentata).

## Răspândire
Plop tremurător este răspândit în Asia de Vest, Africa de Nord și în Europa mai ales în Europa Centrală, Delta Dunării, dar lipsește în Portugalia, Spania de sud și Sicilia. El poate fi întâlnit în regiunile deschise luminoase, împreună cu plopul negru (Populus nigra) și  plopul argintiu (Populus alba).

## Utilizare
In medicină
Din frunzele, scoarța sau mlădițele tinere ale plopului tremurător se extrage acid acetilsalicilic care are efect antifebril, antireumatic și de alinare a durerii și care este folosit de industria farmaceutică pentru producerea unor medicamente ca aspirină, ibuprofen etc.
În industrie
Lemnul lui este apreciat, fiind ușor și adecvat pentru producerea de rachete de tenis, scobitori, chibrituri. In Europa este crescut în pepiniere pentru popularea ca pionier al pădurilor viitoare, în scopul îmbunătățirii calității solului din zonele defrișate. 